# Tach, Herr Dokter! – Der Heinz-Becker-Film
Tach, Herr Dokter! – Der Heinz-Becker-Film ist eine deutsche Filmkomödie aus dem Jahr 1999. Sie basiert auf der von Gerd Dudenhöffer entworfenen und gespielten Figur Heinz Becker und der zugehörigen TV-Serie.

## Handlung
Neben dem Eigenheim von Heinz und Hilde Becker befindet sich die Villa des Unternehmenschefs Dr. Bernhard Schenkberg und dessen von ihm „Püppchen“ genannter Gattin. Während Schenkberg sich stets höflich um ein gutnachbarschaftliches Verhältnis bemüht, schaut seine vornehm-arrogante Ehefrau verächtlich auf den grantelnden, ständig heimwerkenden Heinz und die biedere naive Hausfrau Hilde herab. Die junge Sekretärin Frau Rickebick, die ein Techtelmechtel mit dem tollpatschigen Doktor hat, bewirbt sich unter falschem Namen und mit einer Perücke verkleidet als Putzfrau im Hause Schenkberg und wird, zum Entsetzen des Hausherrn, von seiner Frau eingestellt. Zusammen mit seinem Freund, dem „Maier Kurt“, baut Heinz eine Terrasse an sein Haus an, wobei es – bedingt durch das eigenartige handwerkliche Geschick der beiden Männer – zu einigen technischen Verwicklungen kommt. Frau Schenkberg ist entrüstet über den Lärm, der bei den Bauarbeiten entsteht, findet bei ihrem toleranten Mann allerdings keine Hilfe.
Dr. Schenkberg feiert mit einer mondänen Gartenparty, zu der auch die Beckers eingeladen sind, seinen 60. Geburtstag. Heinz installiert für das Fest eine Lichterkette, Hilde bereitet die Nachspeise zu. Auf der Party nervt Heinz mit seinen Sprüchen die anwesende vornehme Gesellschaft. Frau Rickebick ist als Hausangestellte von der Hausherrin zum Servieren eingeteilt, muss aber auch als Dr. Schenkbergs Sekretärin auf der Feier präsent sein. Dieses Dilemma löst sie dadurch, dass sie sich ständig umzieht und abwechselnd in beiden Funktionen auftritt. Später laden die Beckers die Schenkbergs zu einem rustikalen Grillabend auf ihrer neuen Terrasse ein. Am Morgen danach stellt Frau Schenkberg entsetzt fest, dass ihr Mann und Heinz Becker, die sich augenscheinlich gut verstehen, sich duzen.

## Kritik
Die Kritiken fielen großenteils negativ aus:

„Schale Komödie, die den anarchischen Witz der kabarettistischen Fernsehfigur erfolglos auf die Kinoleinwand zu übertragen versucht und mit der abgegriffenen Gegenüberstellung von ‚Reich‘ und ‚Arm‘ nur Klischees, Kalauer und Wortverdreher transportiert.“

„[…] enttäuschend. Der feiste Besserverdiener (Horst Krause), seine pikierte Frau und die quietschige Sekretärin scheinen der Witzseite der ‚Quick‘ entsprungen zu sein, und dass sich Herrn Dokters Sekretärin ins Haus schmuggelt, um bei der Party ihres geliebten Bosses dauernd die Klamotten zu wechseln, das ist ein Griff in die Klamottenkiste des deutschen Wirtschaftswunderkinos.“

„Was als kabarettistische Sendung über eine gute halbe Stunde bestens funktioniert, trägt sich auf Spielfilmlänge leider nicht so gut. Trotzdem: Fans des Mannes kommen wieder auf ihre Kosten, auch wenn man einige seiner Witze bereits kennt.“

„[…] was im Fernsehen noch ein absoluter Lacherfolg war, geriet im Kino viel zu langatmig. Ab einer Länge von einer Stunde beginnt das streitlustige Familienoberhaupt nicht nur seine Nachbarn zu nerven, sondern auch die armen Zuschauer. – Auf 90 Minuten gequälte Sitcom.“

## Hintergrund
Die Dreharbeiten fanden in Grünwald und München statt. Am 28. Oktober 1999 wurde der Film uraufgeführt.
Das Lexikon des Internationalen Films setzt den Filmtitel mit der Interpunktion Tach, Herr Dokter! – Der Heinz-Becker-Film an. Die Internet Movie Database verzichtet – wie das Filmplakat, die Cover der veröffentlichten Bild- und Tonträger (VHS, DVD, CD) und das vom Verlag Eichborn herausgegebene Drehbuch – auf Interpunktion bei der Titelansetzung.

## Bild- und Tonträger
- Tach, Herr Dokter. Der Soundtrack zum Heinz-Becker-Film. Musik komponiert und dirigiert von Peter Thomas. BMG-Ariola, Hamburg und München 1999 (Compact Disc und Beilage).
- Tach, Herr Dokter. Der Heinz-Becker-Film. BMG-Ariola, München 2000 (VHS-Kassette).
- Tach, Herr Dokter. Der Heinz-Becker-Film. Senator Home Entertainment, Berlin 2007 (DVD).